# Mitiérédougou
Mitiérédougou är en ort i Burkina Faso.   Den ligger i regionen Cascades, i den sydvästra delen av landet, 400 km sydväst om huvudstaden Ouagadougou. Mitiérédougou ligger 349 meter över havet och antalet invånare är 2 464.
Terrängen runt Mitiérédougou är huvudsakligen platt. Mitiérédougou ligger uppe på en höjd. Närmaste större samhälle är Niangoloko, 7,1 km nordväst om Mitiérédougou.
Omgivningarna runt Mitiérédougou är en mosaik av jordbruksmark och naturlig växtlighet. Runt Mitiérédougou är det glesbefolkat, med 13 invånare per kvadratkilometer.